# Torre da KCTV
A torre da KCTV (em inglês KCTV-Tower) foi construída em 1956 na cidade de Kansas City, Missouri, Estados Unidos. Tem 317,6 metros (1042 pés) e é actualmente a 32ª torre mais alta do mundo.